# Instituto Ramón Muntaner
El Instituto Ramón Muntaner –en la actualidad IES Ramón Muntaner– es un instituto de enseñanza secundaria ubicado en la ciudad gerundense de Figueras, fundado en 1839 por el padre Julián González de Soto; es uno de los más antiguos de España.

## Historia
Fundado hace más de 170 años, la trayectoria y devenir del centro han estado marcados por los acontecimientos vividos en nuestro país durante décadas.

### Fundación
La fundación del centro se llevó a cabo el año 1839. Hasta ese momento, todos los centros de enseñanza media estaban en manos de organizaciones católicas; visto el talante liberal y republicano de la Figueras decimonónica, se quiso aprovechar una casualidad; por un lado disponer, gracias a la cesión del Estado, del edificio que alojaría el Centro: el claustro franciscano afectado por la desamortización de Mendizábal de 1835; y, por otro, el hecho de que en 1839 se instalaba en Figueras precisamente con el propósito de animar un centro educativo, un docente llegado de Francia donde había estudiado las modernas técnicas pedagógicas: Julián González de Soto, de la Compañía de San Vicente de Paúl. El 12 de agosto de 1839 firmaron un contrato el pedagogo, según el cual González de Soto se comprometía a dirigir el centro. A las 12 del mediodía del primero de octubre, bajo la presidencia del alcalde Tomàs Roger, se inauguraba el curso con toda solemnidad en el primer centro público de enseñanza secundaria no ligado a ninguna orden religiosa, subvencionado con dinero de sector público procedente, en este caso, del presupuesto municipal.

### Sigloxix
La epidemia de cólera de 1854 empobreció considerablemente el ayuntamiento y el estado tuvo que subvencionar el centro de enseñanza con 50.000 reales. En 1877 el abogado y agrícola Narcís Fages de Romà que, años atrás, había fundado la Escuela de Agricultura de Fortianell (a cinco kilómetros de Figueras) agregó al Centro que presidía al instituto figuerense, abriendo así el abanico de estudios –las prácticas se hicieron en la huerta posterior– y ensanchando notablemente la biblioteca con un buen número de libros científicos. Desde ese momento además de los ya valiosos conocimientos que, ya desde Fortianell, la Escuela proporcionó a la agricultura comarcal a base de nuevas técnicas de explotación, en nombre del Instituto se pudieron otorgar los títulos de Agrimensor y de Perito Tasador de Terrenos.
El Instituto había ganado prestigio en la universidad de Barcelona, de la que dependía, por la buena preparación de los bachilleres que allí acudían para seguir los estudios; a la vez, el Centro físicamente iba mejorando y tomando más relieve social. En 1861, el Instituto Catalán de San Isidro organizó una exposición excepcional desde las aulas del colegio y en 1866 pudieron terminar la construcción del centro, abandonada desde 1835; en 1877 se urbanizó el entorno del edificio con el trazado de la plaza Triangular y la retirada de terrenos que dio lugar a la plaza de delante del Instituto; a partir de una primera donación de quien fue ministro de la Primera República Española y presidente del Ateneu Barcelonés, Joan Tutau, se fundó al Centro un museo de dibujo y pintura que en 1885 se ensanchó con siete óleos cedidos en depósito por el museo del Prado; además, en 1887 Rubau Donadeu –republicano y mecenas figuerense– envió de París 1000 volúmenes de dotación bibliotecaria.

### Sigloxx
Entrados de lleno en el siglo XX, el Instituto Ramón Muntaner disponía de un gran solar en la parte este del edificio, entre este y la calle Nueva, en tiempo, había sido usado como huerta de la Escuela de Agricultura y ahora, en los años veinte, es cedido para practicar el deporte que ya empieza a hacer furor: el fútbol; incluso, en el año 1923 es usado por la Unión Deportiva Figueras. Posteriormente este espacio, después de largas gestiones, fue destinado a la ubicación del futuro centro escolar Sant Pau, que abrió puertas en 1933. Poco a poco el Centro de segunda enseñanza iba perdiendo espacio en su entorno: Al norte del claustro del Instituto había habido un templo que décadas atrás se había derrumbado; desescombrar el solar, el ayuntamiento lo destinó a la construcción de una escuela de artes y oficios y a ensanchar la avenida, futura calle Muntaner, no se hizo ni una cosa ni la otra, al contrario: en 1958 el ayuntamiento, en un gesto explicable solo por contexto político-ideológico de la época, cedió el solar al obispado y se edificó el templo que hay hoy en día. La última pérdida de disponibilidad espacial del Centro tuvo lugar en 1977 cuando el consistorio, casi cien años después de que otro ayuntamiento hubiera diseñado la plaza de delante para la expansión del alumnado, el asfalto y convirtió en aparcamiento de automóviles. Esta plaza había sido ajardinada en 1943, y en 1948 se construyó la actual fachada neoclásica; durante la década de los setenta se deforma la singularidad del claustro cuadrilátero, al edificar un piso sobre el lado sur: había que meter los alumnos, en gran número debido a los retrasos endémicos en la construcción del nuevo centro, el Alexandre Deulofeu que finalmente se produjo en 1978.

## Personajes ilustres
De entre los muchos profesores ilustres, destacamos Roca y Bros, el artífice de la arquitectura de Figueras del siglo XIX, Gabriel Alomar Villalonga, ya a principios del siglo XX, escritor modernista y vanguardista; también del mismo ambiente litarario y más modernos, Joan Guillamet y M. Àngels Anglada. Entre los dibujantes y pintores, Joan Núñez, el legendario maestro de Dalí; Eduard Rodeja, a la vez historiador; Ramon Reig, que fue director, y Joaquim Bech de Careda, el dibujante. El filósofo Joaquim Xirau; los historiadores Antoni Papell, Jaume Vicens y Vives, Santiago Sobrequés, Alexandre Deulofeu y Albert Compte. En las últimas décadas diversos han estado los profesores remarcables: destacan la escritora Isabel Clara Simó, el filósofo y político Joan Manuel del Pozo y Àlvarez y el político Francesc Canet y Coma.
De entre los miles de alumnos que han pasado por las aulas del Ramón Muntaner destacan los políticos Carles Pi y Sunyer, Francesc Cambó, Frederic Rahola y Trèmols, Alejandro Lerroux,los hermanos Josep y Emili Pallach, el senador Narcís Oliveras. Los historiadores Joaquim Pla y Cargol y Josep M Bernils; el patólogo Jaume Pi y Sunyer y el oculista Ignasi Barraquer; el médico Dr. Josep Maria Turro Junca; el músico y compositor Ramon Basil; los escritores Anicet Pagès Puig, Josep Pous Pagès, Josep Pla y M Carme Guasch; los periodistas Ferran Agulló y Jaume Miravitlles; el actor Alfredo Landa; los pintores Evarist Vallès y, antes, Salvador Dalí quien junto a Jaume Miravitlles, Joan Xirau, Joan Turró y Ramon Reig fundó la revista "Studium". 

## Publicaciones

### Ediciones del instituto
- Quim Monzó. V premi de narrativa M. Àngels Anglada, Instituto Ramón Muntaner, Figueras, 2008.
- Imma Monsó. IV premi de narrativa M. Àngels Anglada, Instituto Ramón Muntaner, Figueras, 2007.
- Joan D. Bezsonoff. III premi de narrativa M. Àngels Anglada, Instituto Ramón Muntaner, Figueres, 2006.
- Carme Riera. II premi de narrativa M. Àngels Anglada, Instituto Ramón Muntaner, Figueras, 2005.
- Emili Teixidor. I premi de narrativa M. Àngels Anglada, Instituto Ramón Muntaner, Figueras, 2004.
- Pasquet, Rafael (ed.), Breu elogi del llibre, Instituto Ramón Muntaner, Figueras 1984..

### Ediciones sobre el instituto
- Guillamet, Ferrerós, Pasquet, Studium, la revista del jove Dalí, Brau ediciones, Figueras 2003.
- Guillamet, Ferrerós, Pasquet, Dalí, Miravitlles, Reig, Turró, Xirau. Revista Studium, Ediciones Federales, Figueras 1989.
- Bernills i March, Josep Maria, 150 años del Instituto Ramón Muntaner, Editorial Ampurdán, Figueras 1989.
- Rodeja Galter, Eduard, Notas históricas sobre el Instituto Nacional de Enseñanza Media de Figueras, Figueras, 1940